# Strymon alea
Strymon alea är en fjärilsart som beskrevs av Frederick DuCane Godman och Osbert Salvin 1887. Strymon alea ingår i släktet Strymon och familjen juvelvingar. Inga underarter finns listade i Catalogue of Life.

## Bildgalleri

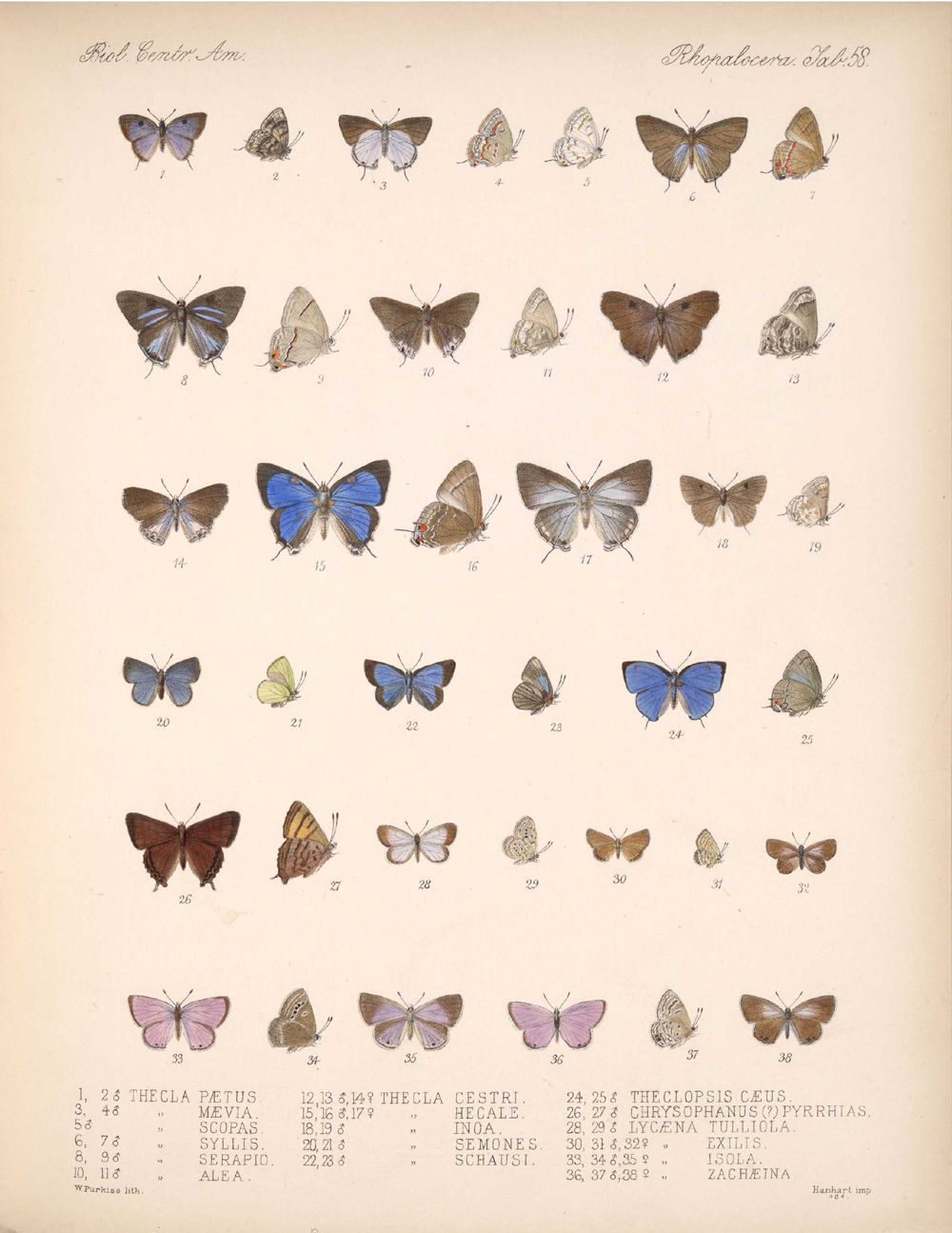